# Membibre de la Hoz
Membibre de la Hoz – gmina w Hiszpanii, w prowincji Segowia, w Kastylii i León, o powierzchni 15,68 km². W 2011 roku gmina liczyła 43 mieszkańców.